# (452) Hamiltonia

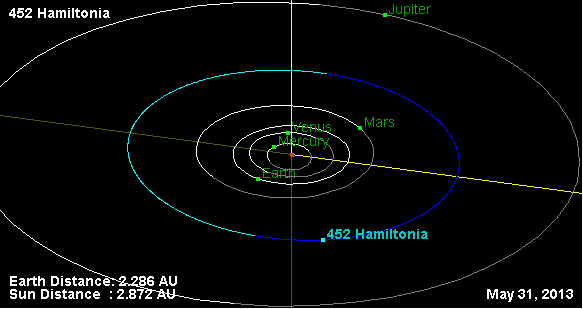
Orbita planetoidy (452) Hamiltonia.

(452) Hamiltonia – planetoida z pasa głównego asteroid.

## Odkrycie
Została odkryta 6 grudnia 1899 roku w Obserwatorium Licka na górze Mount Hamilton przez Jamesa Keelera. Nazwa planetoidy pochodzi od góry, na której znajduje się obserwatorium, w którym dokonano odkrycia. Przed nadaniem nazwy planetoida nosiła oznaczenie tymczasowe (452) 1899 FD.

## Orbita
(452) Hamiltonia okrąża Słońce w ciągu 4 lat i 296 dni, w średniej odległości 2,85 j.a. Planetoida należy do rodziny planetoidy Koronis.